# La Sát

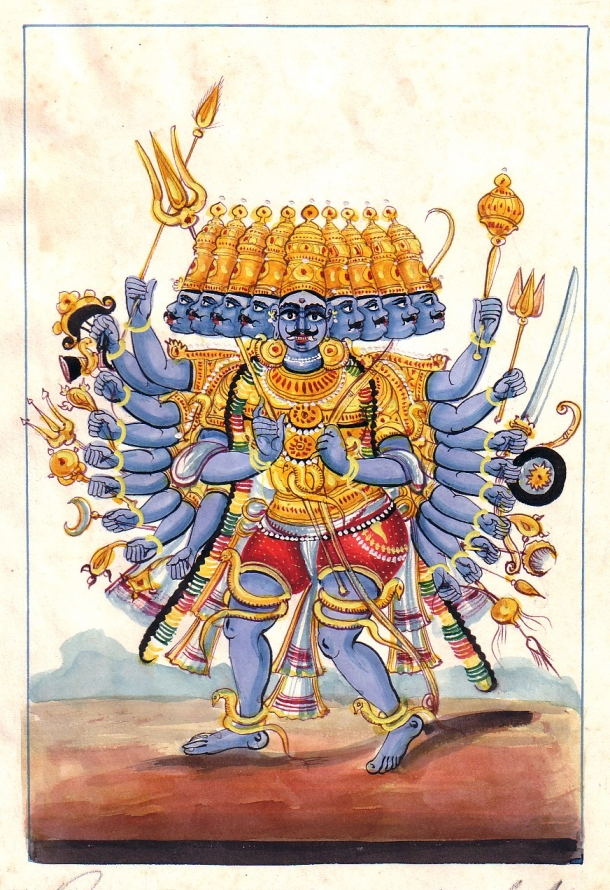
Chân dung La Sát nhiều đầu

La Sát hay Quỷ La Sát (tiếng Phạn: Rākṣasa, Rākṣasī) là một loại quỷ quái trong thần thoại Hindu cũng như Phật giáo, đây là một sinh vật thần thoại có hình dáng, tính cách hung tợn của loài người hoặc quỷ thần bất thiện.

## Mô tả
La Sát hầu hết được miêu tả như là một quái nhân như hình thù xấu xí, dữ tợn, thù địch, chúng to lớn như những ngọn đồi, đen như nhọ nồi, với hai chiếc răng nanh thò ra, những móng tay sắc nhọn giống như vuốt chim và gầm gừ như thú vật. Chúng cũng được mô tả như là kẻ ăn thịt người luôn đói khát, có thể đánh hơi mùi thú vật, con người và thịt. Một vài La Sát tàn bạo, hung ác hơn được thể hiện với con mắt đỏ rực, tóc rực lửa, uống máu vốc bằng tay hay từ chiếc sọ người. Thông thường, trong các câu chuyện kể, La Sát có thể bay lượn, biến mất, tăng hay giảm kích cỡ. Chúng có hình dáng động vật, con người hay những vật khác.
Trong kinh văn Phật giáo thường gặp, La Sát là loài hung thần ác quỷ, loài này hình tướng và mặt mày rất ghê gớm, thích ăn thịt người. Nam La Sát có thân đen, tóc đỏ, mắt xanh; nữ La Sát giống như người phụ nữ xinh đẹp, đầy sức quyến rũ, chuyên ăn thịt uống máu loài người, loài quỷ này còn có hình dáng, hoặc là đầu trâu tay người, hoặc có móng chân trâu, hoặc là đầu nai, đầu dê, đầu thỏ, quỷ La Sát có sức thần thông, có thể bay nhanh ở trong hư không, hoặc đi nhanh trên mặt đất, bạo ác đáng sợ... La Sát gồm có La Sát nam và La Sát nữ hay còn gọi là nữ La Sát.

## Trong văn hóa
La Sát thường được liên tưởng đến Bà La Sát hay còn gọi là Thiết phiến công chúa trong Tây Du Ký, là một phụ nữ dữ tợn, hay ghen. Người Trung Quốc cũng hay gọi người Nga là La Sát hay gọi nước Nga là Nga La Sát. Trong bộ truyện tranh Long Hổ Môn của Hoàng Ngọc Lang có phái La Sát Giáo đứng đầu là La Sát giáo chủ Hỏa Vân Tà Thần.